# LGA 1567
LGA 1567, även känd som Socket LS är en processorsockel för Intel-processorer. Sockeln används för Xeon 6500, 7500 ("Nehalem") och E7 ("Westmere-EX") serien av Intel-processorer.